# Dominik Peter (Politiker)

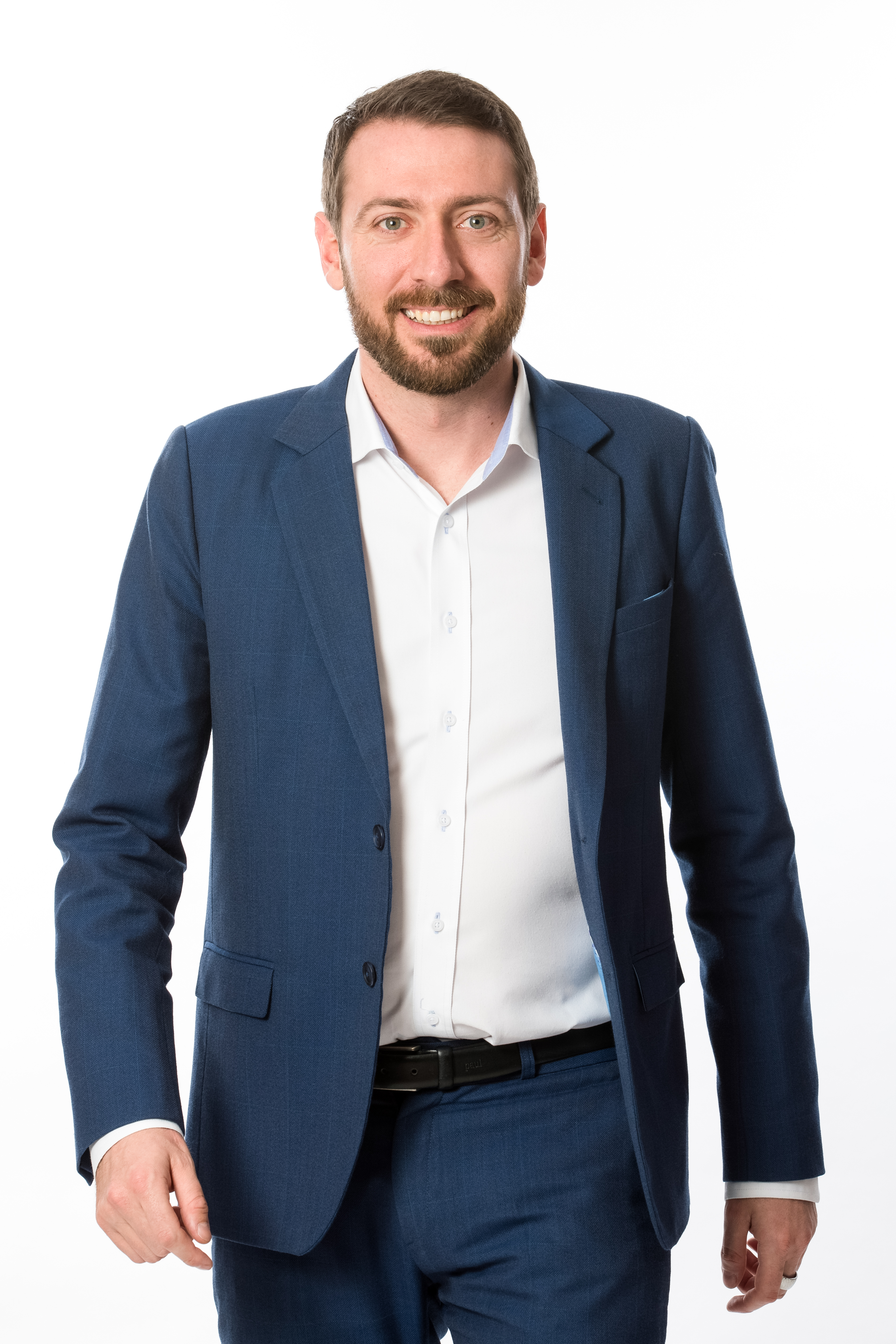
Dominik Peter (2019)

Dominik Peter (* 8. September 1986 in Baden) ist ein Schweizer Politiker der Grünliberalen Partei (GLP). Er gehört seit 2017 dem Grossen Rat des Kantons Aargau an; dort gehörte von 2017 bis 2020 der Kommission für Bildung, Kultur und Sport an, seit 2021 der Kommission Aufgabenplanung und Finanzen.
Peter ist von Beruf Rechtsanwalt und ist seit 2015 Präsident der Grünliberalen Partei in seiner Wohngemeinde Bremgarten, seit 2020 Präsident der glp Freiamt. Vor seiner juristischen Ausbildung absolvierte Peter eine Lehre als Informatiker bei Siemens Schweiz.